# 圣芬莉堂

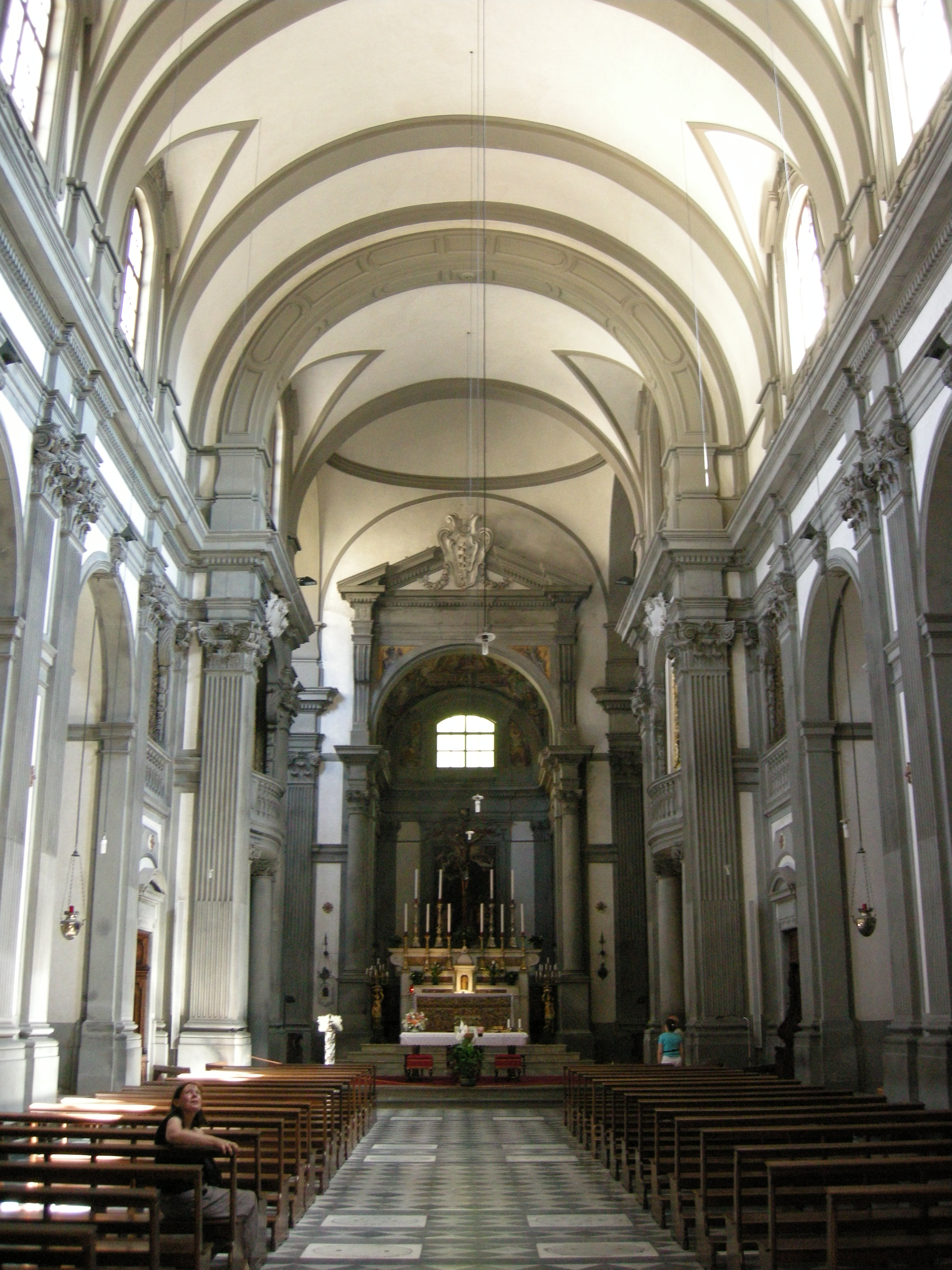
内部

圣芬莉堂（義大利語：Chiesa di Santa Felicita）是意大利佛罗伦萨的一座罗马天主教教堂，可能是该市仅次于圣老楞佐圣殿的第二古老的教堂。在2世纪，叙利亚希腊商人居住在阿诺河以南的区域，他们将基督教带到这个地区。该处第一座教堂可能建于4世纪末或5世纪初，供奉圣芬莉。在11世纪新建了教堂，而目前的教堂大体建于1736–1739年。但是修道院在1808-1810年拿破仑占领期间关闭。 
瓦萨利走廊经过该堂的立面，此处有一个用厚厚的栏杆保护的阳台，以便让美第奇家族的大公一家在不与底层的平民混杂的情况下望弥撒。
在教堂前的广场上，是15世纪的圣芬莉圆柱。